# Feldhof (Schweitenkirchen)
Feldhof ist ein Gemeindeteil von Schweitenkirchen im oberbayerischen Landkreis Pfaffenhofen an der Ilm. Die Einöde liegt circa vier Kilometer nördlich von Schweitenkirchen und ist über die Kreisstraße PAF 25 zu erreichen.
Feldhof wurde am 1. Mai 1978 als Ortsteil der zuvor selbständigen Gemeinde Geisenhausen im Rahmen der Gemeindegebietsreform nach Schweitenkirchen eingegliedert.